# Punk hardcore canadien
Le punk hardcore canadien a émergé au début des années 1980. Il se caractérise par un son plus lourd, plus rapide que le punk rock canadien qui le précède. Le punk hardcore est un genre et une culture du punk rock ayant émergé à la fin des années 1970. L'origine du terme « punk hardcore » est incertaine. Le groupe originaire de Vancouver D.O.A. popularise possiblement le terme grâce à son album Hardcore '81 en 1981,,. L'histoire du hardcore Steven Blush explique que le terme « hardcore » signifie une « fatigue » exprimée à l'encontre du punk et de la new wave. Blush explique également que le terme se réfère à une « forme extrême : le punk le plus absolu,. »
Les premiers groupes originaires de Vancouver et influents incluent D.O.A., les Subhumans et The Skulls. D'autres groupes délocalisé dans la scène de Vancouver incluent Nomeansno et SNFU. Le Canada dénombre également plusieurs groupes de hardcore chrétiens comme Grace like Winter et Means. Un groupe de Toronto influençable se nomme Bunchofuckingoofs (BFGs). Le pays dénombre également des groupes straight edge tels que Chokehold et des groupes entièrement féminins comme Pantychrist.

## Histoire

### Vancouver

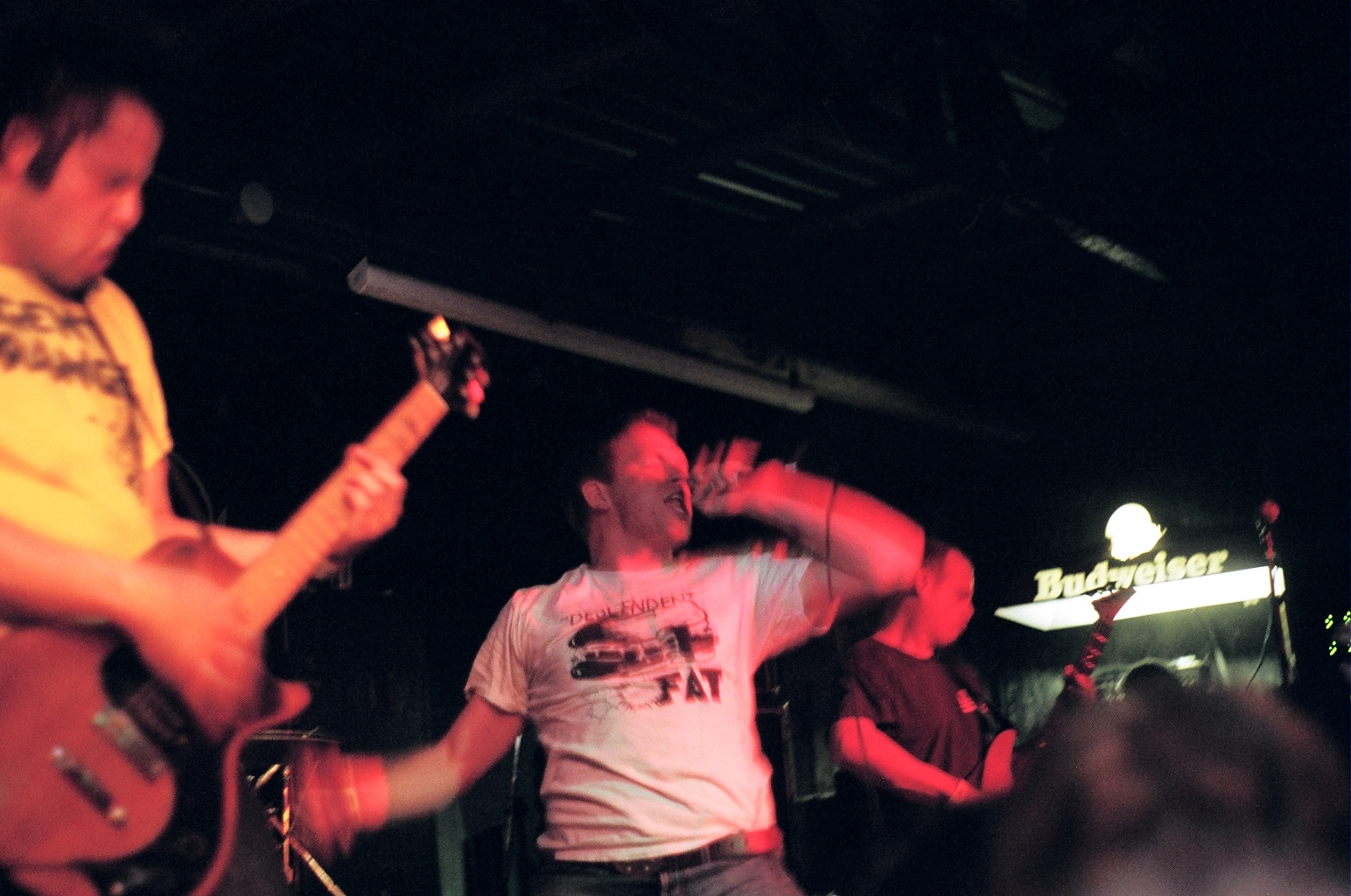
Le groupe de Toronto Career Suicide sur scène.

The Skulls est un groupe de punk rock et hardcore originaire de Vancouver. Ils se lancent massivement en tournée et publient une démo, mais ne publient aucun album. Joey Keithley, alias Joey Shithead, est le chanteur, Brian Roy Goble, alias Wimpy Roy, le bassiste, Simon Werner le guitariste, et Ken Montgomery, alias Dimwit, le batteur. The Skulls jouent dans des clubs (particulièrement hostiles) de Vancouver et enregistre ses chansons aux Psi-chords Studios, comme Fucked Up Baby, qui deviendra plus tard une chanson de D.O.A.. Après la séparation de Subhumans en 1982, Wimpy se joint à DOA, désormais avec Dimwit à la batterie.
D.O.A. est originaire de Vancouver. Formé en 1978, il est l'un des premiers groupes à s'autoproclamer « hardcore », avec la publication de son album Hardcore '81. D'autres groupes originaires de Colombie-Britannique incluent Dayglo Abortions, Subhumans et The Skulls. En 1988, les Dayglo Abortions attirent l'attention médiatique lorsqu'un policier les amène devant la justice après que sa fille ait amené une copie de leur album Here Today, Guano Tomorrow chez eux. Des charges pour obscénité sont retenues contre le label des Dayglo Abortion, Fringe Product, et leur disquaire Record Peddler, mais ces charges sont classées sans suite en 1990,,.
Subhuman est un groupe de punk également formé à Vancouver, en 1978. Connus pour leurs surnoms péjoratifs punk rock, les membres se surnomment « Useless » (Gerry Hannah), « Dimwit » (Ken Montgomery), « Wimpy » (Brian Roy Goble) et « Normal » (Mike Graham). Dimwit quitte le groupe peu après la publication de leur vinyle se joint aux Pointed Sticks et est remplacé par Koichi Imagawa, surnommé Jim Imagawa, à la batterie. En 1981, Hannah quitte le groupe et s'implique graduellement dans un petit groupe d'activistes. Subhumans se sépare et son chanteur se joint à D.O.A. à la basse.
Nomeansno est un groupe de hardcore originellement formé à Victoria, en Colombie-Britannique, se délocalise désormais à Vancouver. SNFU se forme à Edmonton en 1981, et se délocalise plus tard également à Vancouver. SNFU dénombre dix albums publié et est cité comme influence du genre fondamentale du genre skate punk,. Mélangeant imagerie horrifique mais occasionnellement humoristique et musique punk dynamique, leur premier album publié en 1985 ...And No One Else Wanted to Play se popularise dans la scène underground. Brand New Unit est un groupe de punk hardcore canadien originaire lui aussi de Vancouver. Le groupe se forme en 1991 près de Surrey, et mieux connu sous l'acronyme B.N.U. à ses débuts. Ils participent au Thrasher Skate Rock Vol. 11.
Stress Factor 9 est groupe de punk hardcore formé en 2004. Les membres de SF9 incluent le chanteur Randy Rampage (fondateur de D.O.A.) et le batteur Ray Hartmann (du groupe de thrash metal Annihilator).

### Winnipeg et Saskatchewan

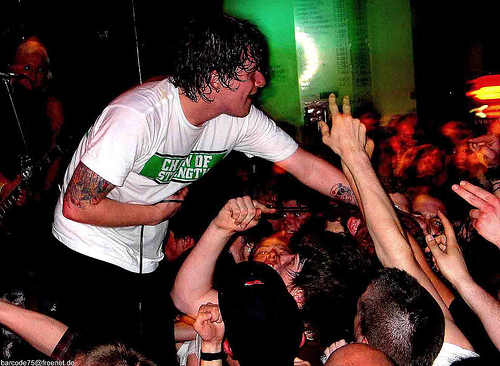
Comeback Kid au Sputnikhalle, Münster.

Comeback Kid est un groupe de punk hardcore originaire de Winnipeg, Manitoba. Le groupe est signé au label Victory Records. Leur nom s'inspire d'un article sur le joueur de hockey Mario Lemieux. Le groupe est formé en 2002 par Andrew Neufeld et Jeremy Hiebert, deux membres du groupe Figure Four, en actuelle inactivité. Ils sont rejoints par leurs amis Scott Wade et Kyle Profeta, mais CBK devait être à l'origine un projet parallèle.
Grace like Winter est un groupe de punk hardcore et de metal progressif chrétien originaire de Winnipeg, Manitoba. Ils se forment en novembre 1998, et se séparent en septembre 2002. Ils enregistrent indépendamment, et sont publiés par le label Raising The Roof. I Spy est un groupe de punk hardcore originaire de Regina (Saskatchewan) en 1991. Ils se délocalisent à Winnipeg en 1994, et se sépare en 1996. Means est un groupe chrétien de post-hardcore et hardcore mélodique originaire de Regina, Saskatchewan. Le groupe est formé en 2001 sous le nom de Means 2 an End comme trio dirigé par le parolier Matt Goud. Ils sont originaires de Dauphin, Manitoba.

### Toronto

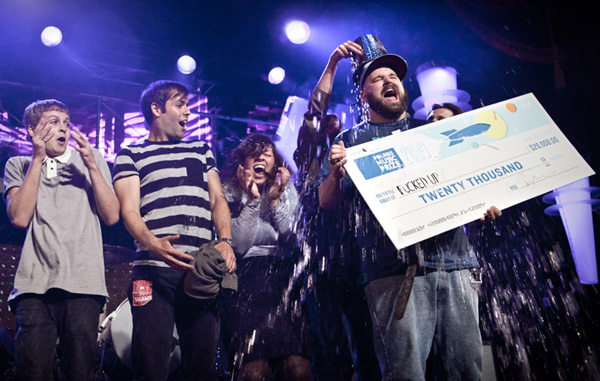
Fucked Up au Prix de musique Polaris de 2009.

Bunchofuckingoofs (BFGs), originaire du quartier de Kensington Market à Toronto, Ontario, formé en novembre 1983 en réponse à « une guerre civile menée comme les skinheads nazis. » Armed and Hammered est un groupe de punk hardcore originaire de Toronto, Ontario, aussi de Kensington Market. Ils jouent leur premier show en juin 1989 et leur dernier show le 19 avril 2003. Cancer Bats est un groupe de punk hardcore originaire de Toronto, Canada. Ils dénombrent quatre albums et six EP. Le groupe se compose du chanteur Liam Cormier, du guitariste Scott Middleton, du batteur Mike Peters et du bassiste Jaye R. Schwarzer. Cancer Bats s'inspire largement des sous-genres du heavy metal et les mêlent au punk hardcore et au punk rock, avec des éléments de sludge metal,, et du rock sudiste,.
Career Suicide est un groupe de punk hardcore originaire de Toronto. La première performance en live du groupe s'effectue en janvier 2002. Le groupe a fait paraître un bon nombre d'albums et de singles à l'échelle internationale. Le groupe participe à plusieurs tournées nord-américaines, européennes et japonaises. Fucked Up est un groupe de punk hardcore originaire de Toronto. Le groupe remporte en 2009 le prix de musique Polaris pour l'album The Chemistry of Common Life. Liferuiner est un groupe de hardcore/metalcore originaire du Grand Toronto, formé en 2004. Le groupe est en réalité une plaisanterie créée à l'encontre des groupes straight edge.
No Warning est un groupe de punk hardcore originaire de Toronto. Le groupe est fondé en 1998 sous le nom de As We Once Were par le chanteur Ben Cook et les guitaristes Matt Delong et Alan « Yeti » Riches. Ils font paraître deux démos, en 1998, sous le nom de As We Once Were. Le groupe se rebaptise ensuite No Warning. Ils publient leur premier vinyle au label de New York Martyr Records en 2001. Plus tard dans l'année, Bridge 9 Records réédite le 7" en format CD. À travers quelques tournées, le groupe contacte le manager et producteur de Sum 41 Greig Nori, et signe avec son albel. Avec Nori, le groupe adapte sa musique pour la radio et signe à Machine Shop Records, un label fondé par Linkin Park, et distribué par Warner Bros. Records. Suffer, Survive est publié à la fin de 2004. Le groupe continue de collaborer avec des groupes comme Linkin Park, Sum 41, Papa Roach, The Used, Fear Factory, et le groupe de punk SNFU. No Warning se sépare à la fin de 2005.

### Autres villes en Ontario

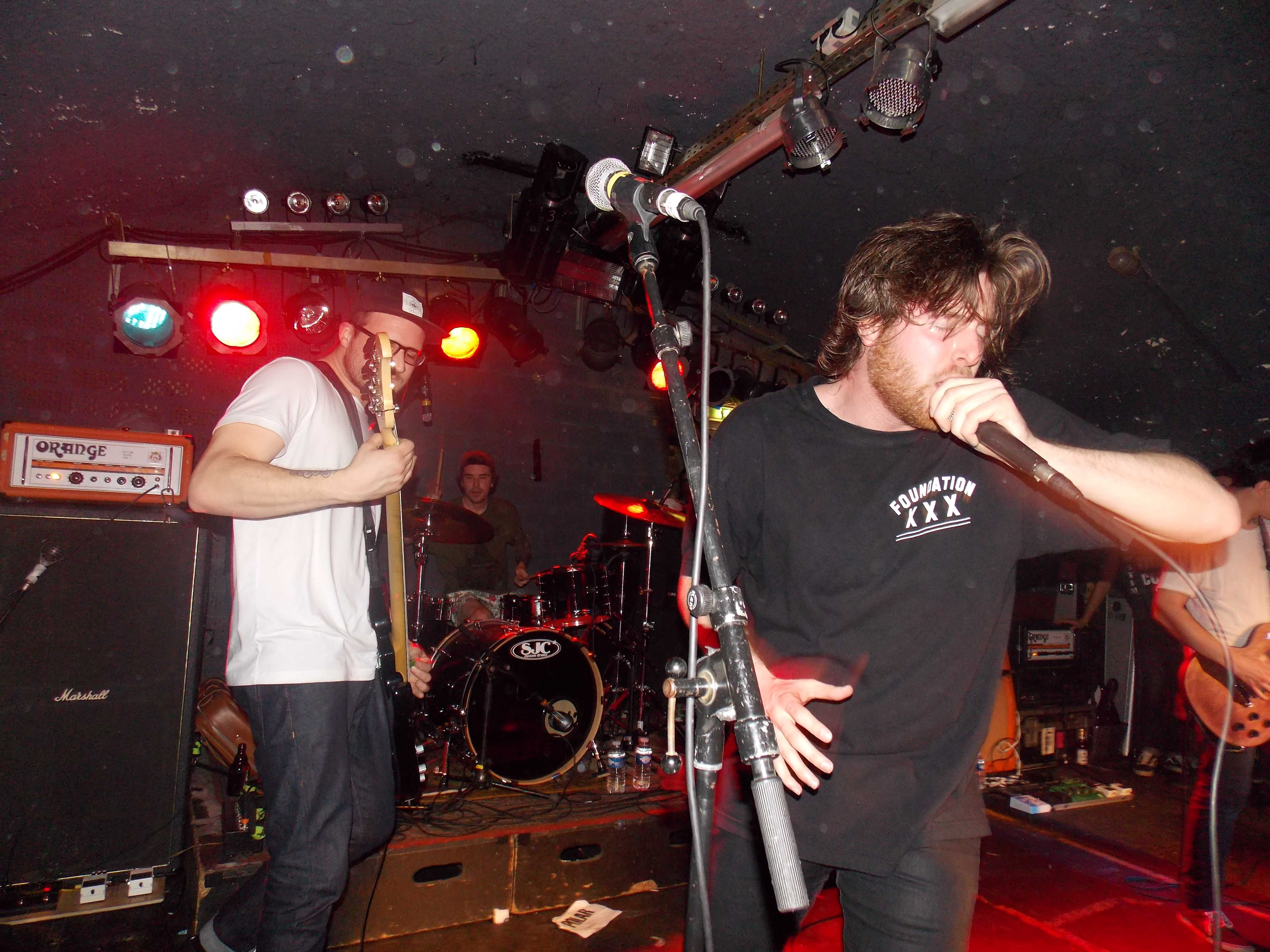
Counterparts à Trier.

Chokehold est un groupe de punk hardcore et punk rock straight edge végétarien formé en 1990 à Hamilton. Son premier album, More than Ever, est publié en 1991. Il suit en 1992 par un split EP avec Crisis of Faith et un EP, Life Goes On la même année. leur popularité s'accroît en parallèle à celle d'autres groupes straight edge comme Earth Crisis et des groupes hardline comme Vegan Reich et Raid. Counterparts, formé en 2007 à Hamilton, est un groupe de hardcore mélodique. Ses deux derniers albums, publiés par Victory Records, sont prônés par les magazines Rock Sound et Exclaim!. Pantychrist est un groupe féminin de punk rock hardcore originaire de Hamilton, formé en 2003 par Danyell DeVille, Izabelle Steele, Amy Hell et Patty Rotten. Le groupe est décrit comme « un souffle à pleins gaz d'œstrogène alimenté par l'agression : colérique, intense et implacable. » Le groupe possède un catalogue impressionnant et a joué en soutien aux Rock Against Rape, Breast Cancer Awareness et Inasmuch Women’s Shelter. Zeroption est un groupe de punk hardcore formé en 1981 à Oakville. Le line-up original se compose de Gord Option (basse), Kealan Option (batterie) et Stuart Option (guitare). Le groupe a joué en live avec des groupes comme Bad Brains, F.U.'s, D.O.A., les Dead Kennedys, Social Distortion et les Circle Jerks.
Baptized in Blood est un groupe de heavy metal et de hardcore basé à London, en Ontario. Ils sont managés par Mark Adelman et Dave Mustaine, chanteur du groupe américain Megadeth. Ils sont signés à Roadrunner Records depuis décembre 2009. Cunter (anciennement Hunter) est un quintette de punk hardcore originaire de Brampton, en Ontario. Il se compose des membres de Moneen, Alexisonfire, BWC Studios et The Abandoned Hearts Club. Le groupe est formé au début de 2009 et est signé chez Dine Alone Records. Les membres sont secrètement révélés via un site web.
Grade est un groupe emo et hardcore. Le premier split de Grade/Believe est publié en 1994 dans un petit label canadien - Workshop Records. And Such Is Progress suit en 1997, et Separate the Magnets en 1998. En 1999, ils signent avec Victory Records et publient un EP, Triumph and Tragedy. Plus tard la même année, ils font paraître leur premier album, Under the Radar. En 2001, le guitariste Greg Taylor quitter le groupe pour se consacrer à Jersey, et est remplacé par Brad Casarin. Le groupe se sépare en 2002.
Shotmaker est un groupe composé de membres originaires de Belleville et d'Ottawa, formé en 1993. Le trio est orienté post-hardcore, emo et screamo. The 3tards est un autre groupe de punk hardcore formé à Brampton (Ontario) en 2001. 3tards publie deux albums - Greatest Hits Vol. 2 (Wounded Paw, 2004, réédité par Spinerazor/Universal Music Canada, 2006) et Crystal Balls (Spinerazor/Universal Music Canada, 2005). Ils sont connus pour leurs paroles vulgaire et sexuellement satiriques, pour leurs performances en costume, et circoncisions théâtrales blood baptisms, leur militantisme politique sociale-libérale. Il est décrit comme « le groupe le moins politiquement correct du Canada ».

### Montréal

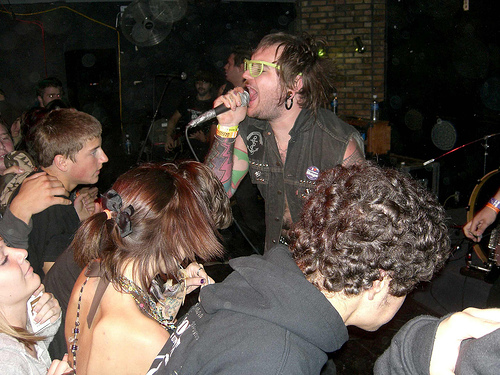
The Sainte Catherines, groupe de Montréal formé en 1999 et séparé en 2012.

The Asexuals est l'un des premiers groupes de punk hardcore des années 1980 originaire de Montréal, Québec. Born Dead Icons est un autre groupe de punk hardcore axé D-beat sombre originaire de Montréal, inspiré par des groupes britanniques tels que Amebix, Discharge, Zounds, et Motörhead. Le groupe joue son dernier show en novembre 2007.
Banlieue rouge est un groupe de Montréal, formé en 1989. Il se sépare en 1999. Leurs paroles étant rédigées en français, leur succès est international. Ils se popularisent considérablement en France et au Québec avec la publication de leur troisième album, Engrenages, en 1993. Akuma est un groupe de punk originaire de Québec formé en 1998 dans la veine de Banlieue Rouge. Le groupe alterne entre paroles en anglais et en français. Le line-up original se compose de Safwan (guitare et chant), Simon (basse et chœurs), Sylva (batterie), et Mark (guitare, chœur). Après la publication de leur premier album, 100 démons, le groupe décide de publie un deuxième album, Subversion en 2004 publié par Pavillon Noir.
Genetic Control est un autre groupe de punk hardcore originaire de Montréal, dont le single First Impressions est collector pour les fans de punk. Ils sont actifs entre 1983 et 1986, puis se réunissent en 1998. Ils jouent aux côtés de groupes comme Dead Kennedys, Charged GBH et Suicidal Tendencies. Ils sont connus pour leurs déguisements comiques lors de performances sur scène,.
Humanifesto est un autre groupe de punk hardcore originaire de Montréal. Formé en été 2004, le groupe publie son premier album, A Declaration of Intent avec l'aide de Rich Bouthillier des Sainte Catherines à la batterie, et leur guitariste Marc-Andre Beaudet au mixage audio.
The Sainte Catherines est un groupe de punk rock formé à Montréal en 1999. Le nom du groupe s'inspire de la rue Sainte-Catherine de la ville. Leur troisième album, The Art of Arrogance est publié au label local Dare to Care Records en 2003, et au label allemand Yo-Yo Records. En 2006, le groupe publie son quatrième album, Dancing for Decadence. L'album est publié aux États-Unis par Fat Wreck Chords. The Sainte Catherines est le premier groupe du Québec à signer chez Fat Wreck. En août 2006, The Sainte Catherines joue son 500e show. TIls publient également un split vinyle avec Fifth Hour Hero et Whiskey Sunday. En 2008, The Sainte Catherines remportent le GAMIQ Award dans la catégorie « album punk de l'année ». Ils se séparent en avril 2012.